# ESIEE Paris
 (janvier 2025).
ESIEE Paris est une école d'ingénieurs française située à la Cité Descartes, sur le Campus de Marne-la-Vallée. Elle est l'une des 204 écoles d'ingénieurs françaises accréditées au 1er septembre 2020 à délivrer un diplôme d'ingénieur.
ESIEE Paris est une grande école publique sous double tutelle de la Chambre de commerce et d'industrie de région Paris - Île-de-France et du ministère de l'Enseignement supérieur, de la Recherche et de l'Innovation. Elle est membre fondateur de l'université Gustave-Eiffel et membre de la Conférence des grandes écoles (CGE).

## Historique

### École Breguet
L'école Breguet, située rue Falguière à Paris, est fondée en 1904 à l'initiative de trois pédagogues, Charles Schneider, Amans Falguières et Marius Forgeron. Elle se veut l'équivalent des Écoles nationales d'arts et métiers pour la mécanique dans l'enseignement de l'électricité.
L'école est dirigée à ses débuts par Marius Forgeron, le fondateur. Son fils Jacques lui succède jusqu'à la reprise par la Chambre de Commerce en 1968.
En 1914, avec le contexte de la Première Guerre mondiale, l'effectif est réduit. L'école abrite pendant deux ans un hôpital militaire. À l'issue de la Première Guerre mondiale, la première femme est diplômée en 1921. L’école obtient la « reconnaissance de l’État » en 1922.
Durant la Seconde Guerre mondiale, le fonctionnement de l'école n'est pas troublé. En 1960, l'école Breguet rejoint la chambre de commerce et d'industrie de Paris (CCIP) et la conférence des grandes écoles (CGE) ; à cette même époque, elle est habilitée par la commission des titres d'ingénieur à délivrer un diplôme d'ingénieur.
En 1968, la CCIP décide un changement de dénomination : l'école Breguet devient l'École supérieure d'ingénieurs en électrotechnique et électronique (ESIEE).

### Installation de l'ESIEE sur le campus Descartes

Bâtiment de l'ESIEE Paris à Marne-la-Vallée.

L'ESIEE Paris s'installe sur le territoire de la commune de Noisy-le-Grand Seine-Saint-Denis au sein du Campus de Marne-la-Vallée de la ville nouvelle de Marne-la-Vallée. Les bâtiments inaugurés en 1987 sont dus à Dominique Perrault,, architecte de la Bibliothèque nationale de France.

### Réseau ESIEE
L'ESIEE Amiens ouvre ses portes en 1992, la première promotion d'ingénieurs diplômés de l'ESIEE Amiens sort en 1997. L'ESIEE Amiens se rapproche de l'Institut Polytechnique UniLaSalle.
En octobre 2020 est annoncé officiellement la fusion entre l'ESIEE Amiens et le groupe UniLaSalle.
L'ESIEE est également présent à l'international, plus précisément en Afrique du Sud. En effet, l'ESIEE, crée à Pretoria, l’institut de Technologie Franco Sud-Africain (F’SATI, French-South African Institute of Technology) en 1997 en coopération avec le Technikon Pretoria, qui deviendra en 2004 la Tshwane University of Technology (TUT), une des plus grandes universités du pays. En 2008, un deuxième F’SATI est ouvert à Cape Town dans la Cape Peninsula University of Technology (CPUT).
Plus récemment, ESIEE Paris s'est également installé à Cergy-Pontoise (ville nouvelle dans le Val-d'Oise), par rapprochement avec ITESCIA (autre école de la CCI Paris IDF). Le site de Pontoise devient une école à part entière du réseau ESIEE, portant le nom d'ESIEE-IT.

### Ecole d'ingénieur et école de management
L'Institut supérieur de technologie et management (ISTM), créé en 1995, se rapproche du groupe ESIEE en 2007 et devient l'ESIEE Management.
En 2012, ESIEE Engineering et ESIEE Management fusionnent : l'école est désormais nommée uniquement ESIEE Paris.
Les objectifs de cette fusion concernent les aspects financiers, l’élargissement de l’offre de formations ingénieur, ainsi que l’augmentation des effectifs.

### De ESIEE Engineering à ESIEE Paris
En 2008, l'école d'ingénieur est renommée ESIEE Engineering et enfin ESIEE Paris. Son sigle ESIEE n'est donc plus déclinable en « école supérieure d'ingénieurs en électrotechnique et électronique ». Le diplôme délivré est celui de « diplômé ingénieur ESIEE Paris ».

### Positionnement entre la Chambre de commerce et d'industrie et la nouvelle université Gustave-Eiffel
Depuis le 1er janvier 2020, ESIEE Paris intègre l'université Gustave-Eiffel, alors nouvellement créée.
La CCI Paris IDF tend à réduire son financement sur l'ESIEE Paris. Pour autant, la Chambre de commerce et d'industrie continue à accompagner l'ESIEE Paris. En même temps, le ministère de l'Enseignement supérieur propose un financement de l'école. Cela permet une relation tripartite entre l'ESIEE Paris, la CCI Paris IDF, et le ministère de l'Enseignement supérieur.
Ce rapprochement permet également à l'ESIEE Paris de travailler sur des doubles diplômes entre l'École d’architecture de la ville & des territoires Paris-Est, l'IAE Gustave-Eiffel ou encore des masters de recherche de l'université Gustave-Eiffel,.
La présence de l'ESIEE Paris et de plusieurs autres écoles membres, permet à l'université Gustave-Eiffel de rentrer dans le classement international de Shanghai.
L'ESIEE Paris prend un cap important sur l'alternance. En effet, plus de la moitié des élèves sont aujourd'hui des apprentis.

## Équipements
Avec 27 000 m², l'ESIEE Paris dispose de  :
- 5 amphithéâtres - dont l’amphithéâtre Marcel Dassault (diplômé de l'école)
- Plusieurs salles de cours et de laboratoires
- Salle immersive de réalité virtuelle
- Bibliothèque 4.0 Texas Instruments Innovation Gateway [22]:
  - 1ère espace 4.0 et unique en Europe financé par Texas Instruments, partenaire de l'école,
  - Il est possible depuis 2017 d'emprunter des composants électroniques.
- Salle blanche [23]:
  - 1ère salle blanche dans une école en France,
  - Une nouvelle salle blanche a été ouverte en 2017 de 650 m² financé en partie par la région Ile-De-France,
  - Un système développé dans les salles blanches est parti pour la Station Spatiale Internationale (ISS) en octobre 2016. Ce système est utilisé par le spationaute français de l’agence spatiale européenne, Thomas Pesquet, qui rejoint la station.
- Gymnase [24]:
  - Dimension de 2000 m²,
  - Plateau  central  de  1 440  m²,
  - Un dojo,
  - Une salle de musculation,
  - Un mur d'escalade.
- Espace de restauration
- Cafétéria
- Salle club & espace associative

## Classement

### Classement L'étudiant
Ce palmarès se base sur 4 groupes de critères précis : l’excellence académique, l’ouverture internationale, la proximité avec les entreprises ou encore l’ouverture à de nouveaux publics.
|                     | General | IDF |
| ------------------- | ------- | --- |
| Groupe              | A+      | A+  |
| Classement post-bac | 2e      | 1er |
| Classement général  | 18e     | 8e  |

## Accréditation
Le titre d'ingénieur diplômé est délivré par un établissement d'enseignement supérieur et il est protégé par la loi (articles L642-2 et suivants du Code de l'Éducation).
De manière générale, le titre d'ingénieur :
- atteste des connaissances académiques ;
- confère le grade master ;
- reconnaît des capacités professionnelles ;
- valide la formation d'ingénieur en France.

Un ingénieur est toujours ingénieur diplômé de [nom de l'établissement]".

### Cti
La mission de la Cti :
- Étudier toute question relative aux formations d'ingénieurs ;
- Examiner les demandes d'habilitation à délivrer des titres d'ingénieur diplômé ;
- Évaluer périodiquement les formations d'ingénieur ;
- Procéder à une inspection d'un établissement de formation ;
- Vérifier le contenu et les conditions d'organisation de la formation.

L'ESIEE Paris est accréditée à délivrer par la commission des titres d'ingénieurs à délivrer le diplôme d'ingénieur : Ingénieur ESIEE Paris pour une durée maximum.

### Label EUR-ACE
L'ESIEE Paris dispose du label européen EUR-ACE (Accreditation of european engineering programmes and graduates) qui définit des standards d'accréditation communs des formations d'ingénieur, facilite la reconnaissance nationale et transnationale de ces diplômes et sert de modèle aux pays qui n'ont pas de système d'accréditation.

## Formation

### Cursus
Comme toutes les écoles d'ingénieur à prépa intégrée, le cursus est organisé en deux cycles distincts : le cycle préparatoire et le cycle ingénieur.
Les enseignements du cycle ingénieur se répartissent en huit filières de spécialisation réparties en trois branches : Informatique, cybersécurité des systèmes d'information, Datascience et intelligence artificielle, réseaux et internet des objets, Ingénierie des systèmes (Génie industriel, Systèmes embarqués), Systèmes électroniques, Santé et Environnement (Biotechnologies et e-santé, Énergies). Comme toutes les écoles d'ingénieur, l'ESIEE Paris propose de suivre le cycle ingénieur par la voie de l’apprentissage. Cinq filières sont proposées après un bac+3 :
- réseaux et sécurité - architecture et internet des objets ;
- systèmes embarqués - transports et objets intelligents ;
- informatique et applications - ingénierie 3D et technologie des médias ;
- génie industriel - Supply chain et numérique;
- énergies - Ingénierie de la transition énergétique.

### Mastères proposés
ESIEE Paris propose le mastère spécialisé « Innovation technologique et management de projet », et les masters internationaux : M.Sc. Management of Technology - Information systems, International Master of Computer Science, M.Sc. Electrical and Electronic Systems Engineering - F'SATI.

## Partenariats internationaux
ESIEE Paris permet à ses étudiants, après sélection par jury, d'effectuer un séjour de six mois à deux ans à l'étranger grâce aux 103 accords que l'école a signé avec des universités étrangères. Les principaux programmes sont :
- Erasmus/Socrates : échanges avec des Universités partenaires en Europe.
- ENTREE : permet aux élèves de passer deux fois six mois dans deux pays différents.
- CREPUQ : échanges avec les Universités du Québec.
- BRAFITEC : échanges avec des Universités partenaires au Brésil.

Les étudiants ont aussi la possibilité de suivre les programmes spécifiques ci-dessous :
- Programme européen Tripartite (European Community Studies for Electrical Engineering and Information Technology) : ce programme délivre un "Certificat Européen Tripartite" permettant aux étudiant de poursuivre leurs deux dernières années d'études à l'étranger. Il regroupe l'Université Pontificale de Comillas de Madrid en Espagne, l'Institut de Technologie de Karlsruhe en Allemagne, l'Université de Southampton en Grande-Bretagne et l'ESIEE Paris en France ;
- programme d'échange avec les États-Unis : dans le cadre d'un accord bilatéral d'échanges, les étudiants de quatrième année de l'ESIEE Paris ont la possibilité de passer deux semestres à Harvey Mudd College (Claremont) ou deux semestres à Seattle University.

## Personnalités liées

### Anciens élèves et diplômés
- Robert Menot dit Rob d'Ac (1891-1963), dessinateur, affichiste et illustrateur français ;
- Marcel Dassault (1892-1986), ESIEE Paris 1912, fondateur et PDG du Groupe Dassault, Sénateur et Député ;
- Émile Dewoitine (1892-1979), fondateur et PDG de la Société Aéronautique Française (devenue Airbus) ;
- Jean Le Duc (1896-1974), ESIEE Paris 1914, Président de Gaumont et de la Société des tramways algériens, Vice-Président de la Compagnie générale de la télégraphie sans fil (devenue Thales) ;
- Jean-Paul Palewski (1898-1976), ESIEE Paris 1916, Député de la 2e circonscription des Yvelines ;
- Charles de Kergariou dit Kerga (1899-1956), résistant et peintre français ;
- Jean Bruller dit Vercors (1902-1991), ESIEE Paris 1923, illustrateur et écrivain ;
- Jacques Becker (1906-1960), réalisateur français ;
- Maurice Déribéré (1907-1997), ESIEE Paris 1928, Président de la Compagnie des Lampes Mazda ;
- Fred Orain (1909-1999), ESIEE Paris 1929, Président de la Commission supérieure technique de l'image et du son (CST) ;
- Charles Monier (1920 - 1953), ESIEE Paris 1938, pilote de chasse et pilote d'essai français ;
- Jean-Pierre Legrand (1930-2019), ESIEE Paris 1950, lauréat du CNRS et de l'académie des sciences, pionnier de la météorologie de l'espace ;
- Charles Bauza Donwahi (1926-1997), ESIEE Paris 1953, Ministre de l’Agriculture et de la Coopération de la Côte d'Ivoire ;
- Pierre Raoul (1929-2008), Vice-Président du Syndicat national des graphistes (SNG) ;
- Achkar Marof (1930-1971), ESIEE Paris 1953, diplomate et homme d'état guinéen, représentant de la Guinée auprès de l'ONU ;
- Jean Flori (1936-2018), historien médiéviste français et directeur de recherche au CNRS ;
- Jacques Payer[27] (1938), ESIEE Paris 1961, PDG de Matra Ericsson Télécommunications ;
- Jacques Monestier (1939), célèbre sculpteur d'automates ;
- Alain Pierre (1948), ESIEE Paris 1972, PDG de BBGR (filiale de Essilor International) ;
- Jean-Luc Gaudiot (1954), ESIEE Paris 1976, professeur émérite à l'Université de Californie (Irvine), Président de l'IEEE Computer Society ;
- Gonzague de Blignières (1956), ESIEE Paris 1979, cofondateur et Président de Raise et du Réseau Entreprendre. ;
- Yann Le Cun (1960), ESIEE Paris 1983, chercheur en intelligence artificielle et vision artificielle (robotique), Prix Turing 2019 ;
- Bernadette Andrietti[28] (1962), ESIEE Paris 1984, Vice-Présidente Europe Moyen-Orient et Afrique d'Intel et Présidente d'Intel France ;
- Stéphane Negre[29] (1962), ESIEE Paris 1984, Président d'Intel Corporation (France) ;
- Emmanuel Picot[30] (1963), ESIEE Paris 1985, cofondateur et PDG d'Evolis ;
- Zainudin Nordin (1963), ESIEE Paris 1990, Maire et Député de Singapour central ;
- Frédéric Lepied (en) (1967), ESIEE Paris 1991, CTO de Mandriva ;
- Jean Michel Karam (en) (1969), ESIEE Paris 1993, PDG de MEMSCAP et INTUISKIN/IOMA (en) ;
- Michel Platnic (1970), ESIEE Paris 1994, ingénieur et artiste plasticien franco-israélien ;
- Jean-Yves Bouguet (1970), ESIEE Paris 1994, pionnier de la vision par ordinateur et de la numérisation 3D ;
- Benjamin Bayart (1973), ESIEE Paris 1996, Président de French Data Network ;
- Éric Larchevêque (1973), ESIEE Paris 1996, cofondateur de Ledger ;
- Sébastien Ruchet (1976), cofondateur et PDG de la chaîne de télévision Nolife ;
- Matthieu Marquenet[31] (1980), ESIEE Paris 2003, cofondateur et PDG de Kombo ;
- Camélia El Kord (1988), ESIEE Paris 2010, escrimeuse marocaine ;
- Fatia Benmessahel (1999), ESIEE Paris 2022, boxeuse française.

### Directeurs de l'ESIEE Paris
- Alain Cadix, directeur de 1997 à 2003 ;
- Dominique Perrin, directeur de 2003 à 2017.

### Enseignants
- Jean Serra, mathématicien et ingénieur français ;
- Pia Imbs, économiste et femme politique française ;
- Jean-Louis Levet, économiste, essayiste, conférencier, ancien haut fonctionnaire ;
- Thierry Chaput, théoricien en design, concepteur et commissaire d’expositions.
- Sylvain Lhullier, mathématicien ;

## Association des anciens élèves
L'AA-ESIEE est une association d'anciens élèves ayant pour mission de renforcer et de faire vivre le réseau des anciens ESIEE en développant les contacts, l'amitié et l'entraide entre ses membres. De plus, celle-ci est chargée d'assurer la reconnaissance du diplôme et de l'École auprès des entreprises et des pouvoirs publics. Le siège de l'AA-ESIEE est à Paris dans le 17e arrondissement.

#### Site de l'école
1. ↑  Ouverture à l'international, documentation de l'école.

#### Autres sources
1. ↑  « ESIEE Paris », sur ESIEE Paris (consulté le 5 mars 2020).
2. ↑  Arrêté du 25 février 2021 fixant la liste des écoles accréditées à délivrer un titre d'ingénieur diplômé.
3. ↑  legifrance, « Décret n°2020-1747 », sur legifrance.gouv, 29 décembre 2020 (consulté le 25 novembre 2021).
4. 1 2  André Grelon, Bulletin d'histoire de l'électricité, 1988 (lire en ligne), Les origines et le développement des écoles d’électricité Breguet, Charliat, Sudria et Violet avant la seconde guerre mondiale.
5. ↑  L'Usine Nouvelle, « ESIEE Paris : classement école ingénieur esiee paris - Usine Nouvelle », Présentation de l'école,‎ 10 mars 2015 (lire en ligne, consulté le 7 octobre 2020).
6. 1 2  AA-ESIEE, « Association des Anciens Elèves de l'ESIEE »(Archive.org • Wikiwix • Archive.is • Google • Que faire ?), sur aa-esiee.com (consulté le 7 octobre 2020).
7. ↑  « Répertoire national des certifications professionnelles Titre ingénieur - ESIEE Paris », sur francecompetences.fr (consulté le 7 octobre 2020).
8. ↑  Site de Dominique Perrault.
9. ↑  Base de données internationale du patrimoine du génie civil.
10. ↑  Térézinha Dias, « Amiens : l’ESIEE se prépare à redécoller », journal,‎ 26/07/2020 à 12:26 (lire en ligne).
11. ↑  « L'ESIEE-Amiens rejoint UniLaSalle », sur unilasalle.fr (consulté le 7 octobre 2020).
12. ↑  « L’Afrique, nouvel eldorado des grandes écoles françaises », journal,‎ 27 février 2018, p. 7 (lire en ligne).
13. ↑  « L'ESIEE ouvre une filière informatique en apprentissage à Cergy - Le Monde Informatique », sur LeMondeInformatique (consulté le 2 octobre 2020).
14. ↑  « Décision n°2020/01-11 relative à l’habilitation de ESIEE Paris à délivrer un titre d’ingénieur diplômé », Décision,‎ 11 janvier 2020.
15. 1 2  « Décision n° 2011/12-05 relative
à l’habilitation de ESIEE Paris
à délivrer un titre d’ingénieur diplômé », Décision,‎ 5 décembre 2011, p. 1 (lire en ligne).
16. ↑  Jeanne CASSARD, « Champs-sur-Marne : après-midi portes ouvertes à l’Esiee Paris samedi », journal,‎ 30 janvier 2020 à 16h33 (lire en ligne).
17. ↑  « HCERES : RAPPORT D’ÉVALUATION DE  ESIEE PARIS », RAPPORT,‎ 22 janvier 2020, p. 8 (lire en ligne).
18. ↑  « J. Mairesse (ESIEE) : 'Nous sommes convaincus que la ville de demain représente un enjeu très important' », sur letudiant.fr (consulté le 2 octobre 2020).
19. ↑  « J. Mairesse (ESIEE) : 'Nous sommes convaincus que la ville de demain représente un enjeu très important' », sur letudiant.fr (consulté le 26 octobre 2020).
20. ↑  « Entrée de l’Université Gustave Eiffel au Classement de Shanghai »(Archive.org • Wikiwix • Archive.is • Google • Que faire ?), sur Université Gustave Eiffel (consulté le 26 octobre 2020).
21. ↑  « Location d'espaces | ESIEE Paris »(Archive.org • Wikiwix • Archive.is • Google • Que faire ?), sur esiee.fr (consulté le 27 octobre 2020).
22. ↑  « T. Grandpierre - Texas Instruments Innovation Gateway », sur perso.esiee.fr (consulté le 27 octobre 2020).
23. ↑  « Nouvelle salles blanches ESIEE Paris », sur cci-paris-idf.fr (consulté le 27 octobre 2020).
24. ↑  « Sport | ESIEE Paris »(Archive.org • Wikiwix • Archive.is • Google • Que faire ?), sur esiee.fr (consulté le 27 octobre 2020).
25. ↑  « Classement 2024 des écoles d'ingénieurs - L'Etudiant », sur letudiant.fr (consulté le 20 février 2024).
26. ↑  « Les formations d'ingénieur », sur Ministère de l'Enseignement supérieur, de la Recherche et de l'Innovation (consulté le 25 octobre 2020).
27. ↑  « Télécoms », 12 mars 1998.
28. ↑  Serge Leblal, « Bernadette Andrietti d'Intel désignée Advocate of the Year par le Women in IT », sur lemondeinformatique.fr, 31 janvier 2017.
29. ↑  Fabrice Alessi, « Stéphane Negre prend les rênes d'Intel France ».
30. ↑  Philippe Benhamou, « Emmanuel Picot : «Evolis autofinance ses investissements depuis trois ans» », site internet,‎ 12 mai 2018 (lire en ligne).
31. ↑  « SoBus : le comparateur de bus avec réservation », sur challenges.fr, 11 avril 2018.
32. ↑  Site de l'Association des anciens élèves.